# Donald McKinlay
Donald McKinlay (Bathgate, 25 luglio 1891 – Liverpool, 16 settembre 1959) è stato un calciatore scozzese, di ruolo difensore.

## Carriera

### Club
Nato a Bathgate e cresciuto a Cambuslang, McKinlay inizia la propria carriera calcistica tra le file di Newton Swifts, Rutherglen Woodburn e Newton Villa. Nel gennaio 1910 viene acquistato dal Liverpool, del quale fu capitano dal 1922 al 1928, collezionando un totale di 434 presenze e vincendo due campionati di fila (1921-1922 e 1922-1923). Si ritira dal calcio giocato nel 1931 con indosso la maglia dei Prescot Cables.

### Nazionale
Nel 1922 viene convocato per la prima volta nella nazionale scozzzese, con cui colleziona due apparizioni totali.

## Palmarès

### Club

#### Competizioni nazionali
- Campionato inglese: 2

Liverpool: 1921-1922, 1922-1923